# Łapy
Łapy este un oraș în Polonia.

## Cartiere
- Barwiki
- Bociany
- Goździki
- Leśniki
- Osse
- Wity
- Wygwizdowo
- Zięciuki